# Double Ratchetアルゴリズム
Double Ratchetアルゴリズム（英語: Double Ratchet Algorithm）は、Trevor Perrinとモクシー・マーリンスパイクが2013年に考案した鍵管理アルゴリズムである。初回の鍵共有後の短期セッション鍵の更新と管理の手順を規定する。インスタントメッセージングでエンドツーエンド暗号化を実現する暗号プロトコルの一部として使用できる。ディフィー・ヘルマン鍵共有および、ハッシュ関数などの鍵導出関数をもとにした「ラチェット」（英語: ratchet）と呼ばれる機構から構成されるため、二重ラチェット（Double Ratchet）という名称が付いている。以前はAxolotl Ratchetと呼ばれていた。
Double Ratchetアルゴリズムは、一定の条件下で通信当事者の鍵が危殆化した場合に未来の通信が攻撃者に解読されるのを防ぐため、自己修復的（self-healing）である。セッション鍵は数回の通信のたびに更新され、一度傍受されていない鍵共有が起きると攻撃者はそれ以降の通信へのアクセスを失うことになるため、攻撃者はすべての通信を傍受する必要がある。この暗号プロトコルの機能はのちに後方秘匿性（英語: future secrecy）またはpost-compromise securityと呼ばれるようになった。

## 仕組み
通信当事者は、通信相手と対話できる場合はディフィー・ヘルマン（DH）ラチェットを使って、対話できない場合はハッシュラチェットを使って単独でセッション鍵マテリアルを更新する。各ハッシュラチェットは、それぞれDHラチェットから導出した共通の秘密の値でシードされる。メッセージを送受信するたびに、2つのハッシュラチェット（送信用と受信用）のどちらかが1段階進められる。また、可能であれば常にDHラチェットの前進と新しい公開DH値の通信相手への通知を試み、相手から新しいDH値を受け取った場合はDHラチェットを1段階進める。新しい共通の秘密の値が確立されると、ハッシュラチェットが初期化される。
Double Ratchetアルゴリズムは、暗号プリミティブに以下を使用する。
DHラチェット
楕円曲線ディフィー・ヘルマン鍵共有（Curve25519）
メッセージ認証コード
HMAC-SHA256
対称鍵暗号
AES（CBC、PKCS #5およびCTR、パディングなし）
ハッシュラチェット
HMAC

## アプリケーション
以下は、Double Ratchetアルゴリズムまたはその独自実装を採用するアプリケーションの一覧である。
- ChatSecure（英語版）[注釈 1]
- Conversations（英語版）[注釈 1]
- Cryptocat（英語版）[注釈 1][6]
- Facebook Messenger[注釈 2][注釈 3][7]
- G Data Secure Chat[注釈 3][8][9]
- Gajim（英語版）[注釈 1][注釈 4]
- GNOME Fractal（英語版）[注釈 5]
- Google メッセージ[注釈 6][注釈 3][10][11]
- Haven（英語版）[注釈 3][12][13]
- Pond[14]
- Element[注釈 5][15]
- Signal[注釈 3]
- Silent Phone[注釈 7][16]
- Skype[注釈 8][注釈 3][17]
- Viber[18]
- WhatsApp[注釈 3][19]
- Wire[注釈 9][20]